# Hiếu Thục Duệ Hoàng hậu
Hiếu Thục Duệ Hoàng hậu (tiếng Mãn: ᡥᡳᠶᠣᠣᡧᡠᠩᡤᠠ
 ᠨᡝᠮᡤᡳᠶᠠᠨ
 ᠰᡠᠩᡤᡳᠶᡝᠨ
 ᡥᡡᠸᠠᠩᡥᡝᠣ, Möllendorff: hiyoošungga nemgiyan sunggiyen hūwangheo, Abkai: hiyouxungga nemgiyan sunggiyen hvwangheu, chữ Hán: 孝淑睿皇后; 2 tháng 10, năm 1760 - 5 tháng 3, năm 1797), là nguyên phối và Hoàng hậu đầu tiên của Thanh Nhân Tông Gia Khánh Đế, đồng thời là sinh mẫu của Thanh Tuyên Tông Đạo Quang Đế.
Trong lịch sử nhà Thanh, bà là một trong hai vị Trung cung Hoàng hậu sinh hạ được Hoàng đế kế vị, bên cạnh Hiếu Toàn Thành Hoàng hậu.
Không như các Hoàng hậu trước đó của nhà Thanh, Hiếu Thục Duệ Hoàng hậu xuất thân trong một gia tộc không mấy hiển hách, thậm chí từng thuộc tầng lớp Bao y. Nhưng rốt cuộc bà vẫn có được vị trí Đích Phúc tấn, sau trở thành Đại Thanh Hoàng hậu. Nhiều giả thuyết cho rằng Càn Long Đế chủ trì hôn sự, biết rõ xuất thân của bà nhưng vẫn chọn làm con dâu vì muốn che giấu ý định lập Gia Khánh Đế làm người kế vị.

## Thân thế

### Dòng dõi cữu gia

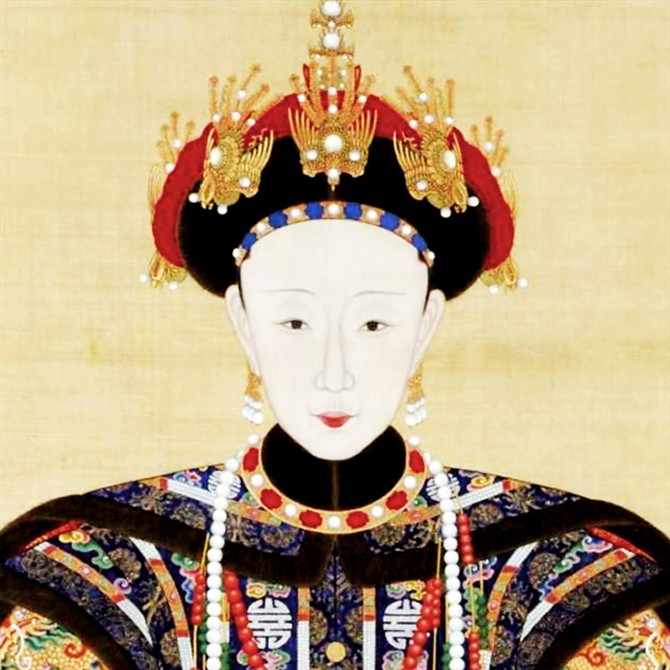
Hiếu Thục Duệ Hoàng hậu Hỉ Tháp Lạp thị.

Hiếu Thục Duệ Hoàng hậu sinh ngày 24 tháng 8 (âm lịch) năm Càn Long thứ 25 (1760), là người thuộc bộ tộc Hỉ Tháp Lạp thị (喜塔腊氏), thuộc Mãn Châu Chính Bạch kỳ. Tuy nhiên xuất xứ nguyên lai không hề như vậy.
Bà xuất thân từ một tộc khai thủy bởi Ngang Quả Đô Lý Ba Nhan (昂果都理巴顏), một nhân sĩ thời nhà Minh. Con trai cả của Ngang Quả Đô Lý Ba Nhan là Đô Lý Kim Đô Đốc (都理金都督) có vị thế rất cao trong xã hội Nữ Chân thời Minh, cũng sản sinh ra nhiều nữ quyến cho nhà Thanh, như vợ của Thanh Hưng Tổ Phúc Mãn, tằng tổ mẫu của Thanh Thái Tổ Nỗ Nhĩ Cáp Xích là huyền tôn nữ của Đô Lý Kim Đô Đốc. Mẹ đẻ của Nỗ Nhĩ Cáp Xích cũng là trong dòng tộc này.
Vì tính đặc thù quan hệ, gia tộc này được gọi là Cữu gia (舅家), được trọng dụng thời Nỗ Nhĩ Cáp Xích và Hoàng Thái Cực, chủ yếu coi sóc Vĩnh Lăng là mộ phần tổ tiên. Khi Thanh Thế Tổ Thuận Trị Đế tiến hành nhập quan, vì thân phận của họ mà không thể "Tòng long nhập quan", do đó về sau họ không thể tiến thân quan trường.

### Bao y xuất kỳ
Tổ tiên của Hiếu Thục Duệ Hoàng hậu thuộc chi của con trai thứ năm của Ngang Quả Đô Lý Ba Nhan là Tát Bích Đồ (薩璧圖). Trong Hỉ Tháp Lạp thị ban hệ, cũng chỉ được xem là thứ hệ mà thôi. Vào thời Thanh sơ, huyền tôn của Tát Bích Đồ là A Tháp (阿塔) không dự việc coi Vĩnh Lăng, mà tham dự Chính Bạch kỳ Bao y Tá lĩnh, có thể "Tòng long nhập quan", từ đó mới danh chính ngôn thuận vào triều làm quan. Con trai A Tháp là Tráp Cách (扎格), là Bao y Tá lĩnh, con Tráp Cách là An Thái (安泰) cũng là [Nội vụ phủ Nhàn tán Bao y]. Con của An Thái là Ái Tinh A (愛星阿), làm Nội vụ phủ Viên ngoại lang hàm Chính ngũ phẩm, đến con của Ái Tinh A là Thường An (常安), làm Nội vụ phủ Bái đường a. Vị Thường An này chính là tổ phụ của Hiếu Thục Duệ Hoàng hậu.
Đến đây, gia tộc của bà vẫn thường thường bậc trung, không đủ trọng vọng. Vào lúc ấy, có một người trong họ là Lai Bảo (來保), tính ra là đường huynh đệ không cùng chi với Thường An, trong năm Khang Hi từ Khố sử xuất sĩ, làm Nội vụ phủ Tổng quản thời Ung Chính, đến thời Càn Long lại làm đến Thượng thư, Võ Anh điện Đại học sĩ, là danh thần một thời. Căn cứ 《Bát Kỳ thông chí - 八旗通志》, Đệ nhất Tham lĩnh Đệ thập bát Tá lĩnh, từ năm Càn Long thứ 6 (1741), ra chỉ thoát khỏi thân phận Bao y, chuyển thành Mãn Châu Chính Hoàng kỳ Thế quản Tá lĩnh, lấy Đại học sĩ Lai Bảo quản tiếp. Từ đó, một chi A Tháp thoát khỏi Bao y xuất thân, đường hoàng trở thành một gia tộc thuộc Chính Bạch kỳ, một trong [Thượng Tam kỳ] lúc bấy giờ.
Phụ thân của Hiếu Thục Duệ Hoàng hậu là Hòa Nhĩ Kinh Ngạch (和尔经额), từ Nội vụ phủ xuất thân, do có năng lực nên dần lên Phó Đô thống, thuộc hàng Tam phẩm, đây mới là lúc gia tộc của bà mới chân chính khai quang. Về sau, ông được tặng [Tam đẳng Thừa Ân công; 三等承恩公]. Hòa Nhĩ Kinh Ngạch có 3 vợ cả: nguyên phối Qua Nhĩ Giai thị, kế thất Lý Giai thị rồi Vương Giai thị, Hiếu Thục Hoàng hậu là Vương Giai thị sinh ra. Trong nhà bà có bốn người anh em khác, trưởng huynh Thịnh Trụ (盛住), thứ huynh Long Trụ (隆住) qua đời sớm, tam huynh Mạnh Trụ (孟住) và tứ đệ Linh Trụ (齡住).

## Đại Thanh Hoàng hậu

### Gia Thân vương Đích Phúc tấn
Năm Càn Long thứ 39 (1774), ngày 27 tháng 4 (âm lịch), Hỉ Tháp Lạp thị được gả cho Hoàng tử Vĩnh Diễm, Hoàng tử thứ 15 của Thanh Cao Tông Càn Long Hoàng đế, trở thành Đích Phúc tấn của Vĩnh Diễm. Theo cách Càn Long Đế nhận định, vào năm Càn Long thứ 38 (1773) thì ông đã bí mật lập Hoàng thập ngũ tử Vĩnh Diễm làm Trữ quân, như vậy vào năm sau (1774), khi chỉ định Vĩnh Diễm kết hôn cùng con gái của Hòa Nhĩ Kinh Ngạch là Hỉ Tháp Lạp thị, ông đã xác định Vĩnh Diễm đăng cơ Hoàng đế thì Hỉ Tháp Lạp thị sẽ là Hoàng hậu tương lai.
Năm Càn Long thứ 45 (1780), ngày 3 tháng 4 (âm lịch), giờ Tí, bà sinh hạ Hoàng thứ nữ, lên 3 tuổi thì chết yểu. Năm thứ 47 (1782), ngày 10 tháng 8, giờ Dần, Hỉ Tháp Lạp thị sinh hạ Hoàng nhị tử Miên Ninh (綿寧), tức Thanh Tuyên Tông. Và vào năm thứ 49 (1784), ngày 7 tháng 9, giờ Thân, sinh hạ Hoàng tứ nữ, tức Cố Luân Trang Tĩnh Công chúa.
Căn cứ Thanh cung y án ghi lại, Hỉ Tháp Lạp thị vào cung thì thân thể tương đối khỏe mạnh, nhưng sau khi sinh hạ Hoàng nhị nữ, liên tiếp thân thể chưa kịp điều phối lại sinh thêm Hoàng nhị tử rồi Hoàng tứ nữ, thân thể từ đó liên tục không tốt.

### Hoàng hậu không chiếu cáo
Năm Càn Long thứ 54 (1789), Hoàng thập ngữ tử Vĩnh Diễm chính thức sắc phong làm Gia Thân vương, Hỉ Tháp Lạp thị trở thành Thân vương Phúc tấn. Năm thứ 60 (1796), ngày 13 tháng 10, Càn Long Đế chỉ định Gia Thân vương làm Hoàng thái tử. Sang năm (1797), tháng giêng, Hoàng thái tử Vĩnh Diễm nối ngôi, sử gọi là Gia Khánh Đế. Càn Long Đế thoái vị, trở thành Thái Thượng hoàng.
Năm Gia Khánh nguyên niên (1796), ngày 4 tháng 1, lấy Đông các Đại học sĩ Vương Kiệt làm Chính sứ, Lễ bộ Hữu Thị lang Đa Vĩnh Vũ (多永武) làm Phó sứ, cẩm tiết, kim sách bảo, tấn phong Thái tử phi Hỉ Tháp Lạp thị thành Hoàng hậu. Điểm đặc biệt là Thái Thượng hoàng quyết định huỷ bỏ nghi thức chiếu cáo thiên hạ trong đại điển phong hậu, cũng nói các quan viên không cần dâng biểu chúc mừng. Việc này khá bất thường đối với Hoàng hậu Đại Thanh, nếu là vì bệnh tình thì không thể vì khi Hiếu Ý Nhân Hoàng hậu sắp mất thì Khang Hi Đế vẫn ra chỉ chiếu cáo thiên hạ để tôn vinh bà. Điều này rất có thể do Càn Long Thái Thượng hoàng không mấy xem trọng người con dâu này.

## Qua đời

### Giảm thiểu tang nghi
Năm Gia Khánh thứ 2 (1797), ngày 7 tháng 2 (âm lịch), Hỉ Tháp Lạp Hoàng hậu qua đời, hưởng dương 36 tuổi. Tạm quàn ở Cát An sở (吉安所). Sau khi Hoàng hậu qua đời, theo ý chỉ của Gia Khánh Đế:
| “                                                  | 王公大臣官员等虽有素服之例，但皇后册立甫及一年，母仪未久，且昕夕承欢，诸取吉祥。此七日内，圆明园值日奏事之王大臣等及引见人员俱著常服，惟不挂珠。此礼以义起，天下臣民等自当共喻朕崇奉皇父孝思，敬谨遵行，副朕专隆尊养至意。 . Đại ý: Vương công đại thần quan viên tuy có Tố phục để tang theo lệ, nhưng Hoàng hậu sắc lập chỉ có một năm, chính vị mẫu nghi chưa lâu, sớm kịp phụng sự, nhận được phúc khí. Trong 7 ngày này, quan viên trực nhật của Viên Minh viên, cùng các vương đại thần đến tấu sự vẫn đều mặc Thường phục, duy không đeo ngọc châu. Này là lễ vì nghĩa, thần dân thiên hạ đều biết Trẫm sùng phụng chí Hiếu với Hoàng phụ, nên hãy kính cẩn thi hành theo, cùng Trẫm dốc lòng chu toàn phụng dưỡng Long tôn. | ” |
| — Chiếu dụ tang nghi của Hoàng hậu Hỉ Tháp Lạp thị | |   |

Chỉ dụ này đại khái nói rằng, Gia Khánh Đế vì việc hiếu dưỡng Thái Thượng hoàng, mà phải giảm tang nghi của Hoàng hậu. Tháng 5 năm ấy, Thái Thượng hoàng chỉ dụ thụy hiệu cho Đại Hành Hoàng hậu là Hiếu Thục Hoàng hậu (孝淑皇后), cho đến khi hạ táng bà vào Hoàng lăng không hề thấy ghi chép việc làm lễ sách thụy cho bà, có thể lễ này đã bị Càn Long Đế hủy bỏ. Sau khi các lễ tế cử hành xong, kim quan của bà được tạm an ở Tĩnh An trang (静安庄). Năm Gia Khánh thứ 8 (1803), ngày 11 tháng 10 (âm lịch), phụng kim quan đến Thanh Tây lăng. Ngày 22 tháng 10 (âm lịch) cùng năm, Kim quan của Hiếu Thục Hoàng hậu được táng vào địa cung của Xương lăng (昌陵).
Vào ngày cử tang tháng thứ nhất, Gia Khánh Đế đích thân tế rượu, nhưng sau đó 100 ngày, nhất - nhị - tam mãn nguyệt lễ, rồi một - hai - ba năm đầy lễ thì phái con trai của bà là Hoàng nhị tử Miên Ninh đến túc trực.
Miên Ninh về sau trở thành Đạo Quang Đế, 3 người anh em bà tuy không xuất sắc nhưng cũng được Gia Khánh Đế trọng dụng, bổ làm Nội vụ phủ Đại thần, Thượng thư, Trấn giữ Tướng quân. Các cháu bà kế thừa tước Tam đẳng Thừa Ân công, Khánh Lâm cháu trai bà làm Phụng Thiên phủ Doãn, Sùng Luân làm đến Tuần phủ Hồ Bắc, đến Vãn Thanh có diễn viên Hề Khiếu Bá (奚啸伯) là hậu duệ trong tộc của bà.

### Chính thức sách thụy
Năm Đạo Quang nguyên niên (1821), tháng 3, con trai của Hiếu Thục Hoàng hậu là Đạo Quang Đế sau khi lên ngôi, tiến hành làm lễ truy thụy cho mẹ mình. Ông đến trước thần vị của Hiếu Thục Hoàng hậu tại Long Ân điện hành lễ, sau đó đưa thần vị của bà cùng Gia Khánh Đế hợp thờ Thái miếu, Phụng Tiên điện.
Các thời Hàm Phong và Đồng Trị về sau truy phong bà thụy hiệu là Hiếu Thục Đoan Hòa Nhân Trang Từ Ý Đôn Dụ Quang Thiên Hựu Thánh Duệ Hoàng hậu (孝淑端和仁庄慈懿敦裕昭肅光天佑聖睿皇后).

## Hậu duệ
1. Hoàng thứ nữ [皇次女; 1780 - 1783].
2. Hoàng nhị tử Miên Ninh [旻寧], tức Thanh Tuyên Tông Đạo Quang Hoàng đế.
3. Cố Luân Trang Tĩnh Công chúa [莊靜固倫公主; 20 tháng 10 năm 1784 – 27 tháng 6 năm 1811], Hoàng tứ nữ, hạ giá Bối tử Mã Nặc Ba Đạt Lạt (瑪尼巴達喇) của bộ tộc Thổ Mặc Đặc (土默特), Mông Cổ.

## Phim ảnh truyền hình
| Năm  | Phim truyền hình                 | Diễn viên                | Nhân vật                             |
| 2008 | Mẹ chồng khó tính (我的野蛮奶奶) | Hoàng Kỉ Oánh (黃𨥈瑩)   | Hỉ Tháp Lạp·Thục Duệ (喜塔臘·淑睿)   |
| 2010 | Vạn phụng chi vương (萬凰之王)   | Tống Hi Niên (宋熙年)    | Hiếu Thục Duệ Hoàng hậu (孝淑睿皇后) |
| 2015 | Trương Bảo Tử (張保仔)           | Tạ Tuyết Tâm (谢雪心)    | Thuần Quý phi (淳貴妃)               |
| 2018 | Thiên mệnh (天命)                | Thẩm Trác Doanh (沈卓盈) | Hiếu Thục Duệ Hoàng hậu (孝淑睿皇后) |